# Ražnjići

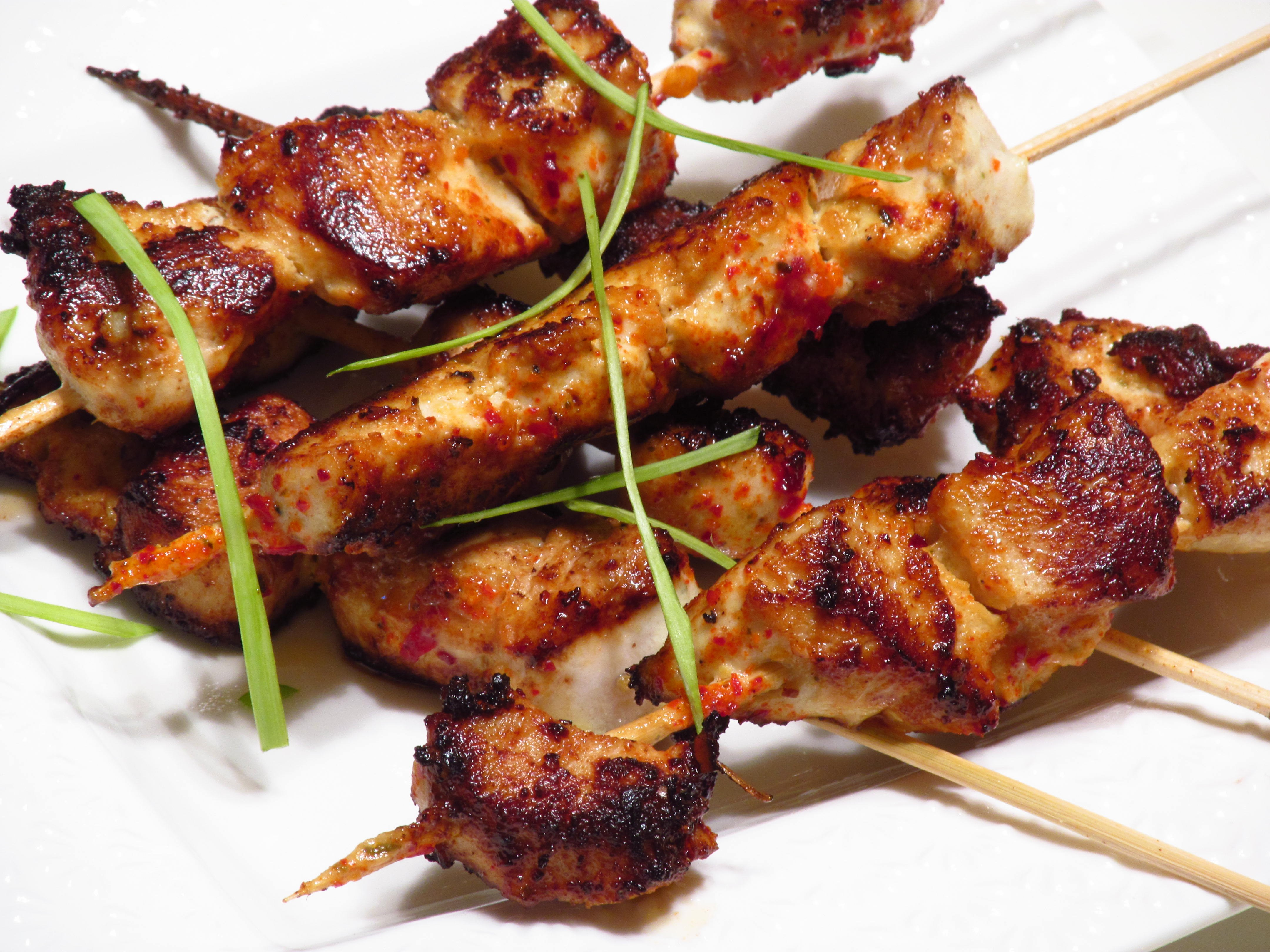
Ražnjići aus Hühnerfleisch

Ražnjići [ˈraʒɲitɕi] (serbisch-kyrillisch Ражњићи; Plural abgeleitet von serbokroatisch s ražnja = „vom Spieß“) ist die im serbokroatisch sprechenden Teil Südosteuropas verbreitete Bezeichnung für gegrillte Fleischspieße. In den deutschsprachigen Raum kam das Gericht Mitte des 20. Jahrhunderts über die Wiener Küche.

## Zubereitung
Ražnjići werden überwiegend mit Schweinefleisch zubereitet, aber auch Kalb-, Lamm- oder Hühnerfleisch können einzeln oder zusammen mit Schweinefleisch verwendet werden. Das Fleisch wird in flache Quader geschnitten und teilweise abwechselnd mit Gemüsestücken wie Paprika oder Zwiebeln auf Spieße gesteckt und gegrillt. Zu Ražnjići werden häufig rohe Zwiebeln und Ajvar serviert.